# خرق تناظر الشحنة والسوية

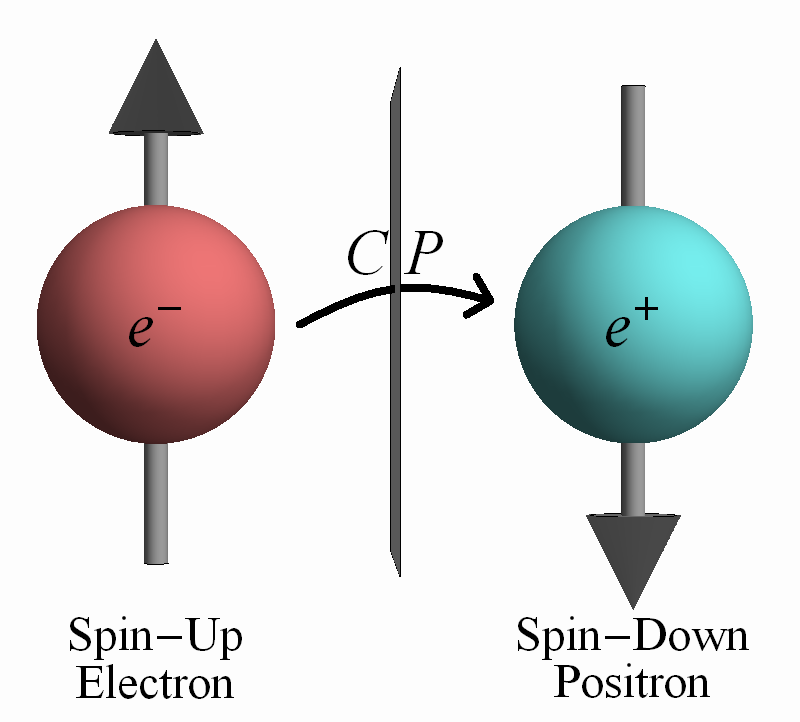
تقلب العملية CP متجهات الفضاء وتحول الجسيم إلى نقيضه.

انتهاك تناظر الشحنة والسوية CP violation ، يلعب مفهوم التناظر في الفيزياء دوراً حاسماً في فيزياء الجسيمات. فكما أنّ قانوني انحفاظ الطاقة وانحفاظ الزخم الخطي أو كمِّية الحركة في الفيزياء الكلاسيكيّة (التقليدية) هما نتيجة لتناظرات المكان والزمان، كذلك فإن النموذج المعياري في الفيزياء الذي يهتم بالتفاعلات بين الجسيمات، يرتكز هو أيضاً على أشكال من التناظرات تدعى معياريّة، قياسيّة. ويظهر عدم انحفاظ التناظر CP (أي عدم انحفاظ التناظر للشحن والتكافؤ الفيزيائي ) في بعض التآثرات الضعيفة بين الجسيمات.

## تناظرالشحنة والسويّة
في فيزياء الجسيمات، تُعتَبر كل من تناظرات الشحنة والسَويّة أساسيّة في عمليات تحويل المادة؛ فاقتران الشحنة (Charge) أو C هي عملية تحويل الجسيمات إلى جسيمات مضادة والعكس. على سبيل المثال، تحويل الإلكترون ذو الشحنة السالبة إلى بوزيترون موجب. أمّا السويّة (Parity) أو P تقلب أحداثيات الفضاء، كأنْ تضع مرآةً أمام الشيء، فمثلاً، تتحوّل اليد اليمنى إلى يسرى. أضف إلى هذين التناظرين، تناظراً آخَراً هو الزمان (Time) أو T بمعنى أنَّ عكس الوقت لا يُغيّر القوانين التي تحكم سيرورة الظواهر الفيزيائية.
إنّ عمليَّة قلب الشحنة C والسويّة P لا تؤثر على مسار أي من الظواهر الفيزيائية الكهرومغناطيسية التقليدية (أو الكمّية)، فالإلكترون ومضاده مثلاً تحكمهما نفس القوانين الفيزيائية، كما أنّ التآثرات القوية في النموذج المعياري لا تختلف في هذه العمليات. أي أن انحفاظ الشحنة والسوية في التفاعلات القوية تكون محفوظة ، ولكن اكتشف أن انحفاظ الشحنة والسوية في التفاعلات الضعيفة لا ينطبق - وهذه ظاهرة انتهاك تناطر الشحنة والسوية.
حتى بداية الخمسينيّات، ساد الاعتقاد بأن هذه التناظرات ثابتة وبأن القوانين الفيزيائية لا تتغيّر مع أي من تلك العمليّات السابق ذكرها.

## خرقُ تناظرالسَويّة
تناظر السَوية parity consrvation هو أن تكون القوانين الفيزيائية محفوظة حتى بعد قلب أو عكس أحداثيات الفضاء. فمثقلا في لهبة البلياردو تنطبق مسارات الكرات وزوايا الاصتدام كما تحدث على الطاولة وتكافؤها مع صورتها الحادثة على مرآة مجاورة للطاولة. السرعات والزوايا تكون محفوظة في تلك العمليات . ولكن في عام 1956، أكتشف كل من «لي ويانغ» بأن لا دليل على بقاء تناظر السويّة في التآثرات الضعيفة بين الجسيمات. وفي العام التالي ظهر بالتجربة أنّ هذا التناظر مخروق، فالتآثرات الضعيفة تتباين بشدة عند اختلاف يمين ويسار الجسيمات، ووجد أن الجسيمات اليسرى وحدها، وليست الجسيمات اليمنى، هي التي تتفكك بوساطة القوة النووية الضعيفة . ثم اكتشَف بعدها أن تناظر الشحة C مخروق أيضاً . كانت الفيزيائية شين شيونغ وو في عام 1957 قد أجرت تجربة برهنت فيها على انتهاك التماثل الفراغي (خرق السوية، أو انتهاك التكافوء الفيزيائي) بعد أن تبيّن أن الإلكترونات الناتجة عن اضمحلال بيتا لذرات الكوبالت 60 تسلك منحى مفضلاً ، إذ أنها كانت تشع في معظمها إلى الخلف، في الناحية المضادة لاتجاه اللف spin ، في نظام القياس ذي الالتفاف اليميني.

## خرقُ تناظرالشحنة
إنّ العمليّة C التي تحوّل الأعداد الكموميّة للجُسيم إلى الأعداد الكموميّة للجُسيم المضاد تقضي أن يُحَوّل النوترينو الأيسر إلى نوترينو مضاد أيسر والنوترينو المضاد الأيمن إلى نوترينو أيمن. أنظر ما يلي: 

{\displaystyle |\nu _{L}\rangle \ {\xrightarrow {C}}\ |{\overline {\nu }}_{L}\rangle ,}
{\displaystyle |{\overline {\nu }}_{R}\rangle \ {\xrightarrow {C}}\ |\nu _{R}\rangle ,}
إلا أنه، واستناداً إلى التجربة، فإنّ النوترينو,ات المضادة لا تلف إلى اليسار ، بل يكون عزم لفها إلى اليمين، كما أنه لا وجود لنوترينووات يمنى، وعليه يقال أن القوة النووية الضعيفة أو التآثرات الضعيفة تَخرَق تناظر الشحنة.

## الكايونات وخرق CP

مخطط يوضح تأرجحات الكايون

يبدو أن تحويلات الشحنة Charge وال Parity معاً، والمعبَّر عنها ب CP، تعيد التناظر إلى عمليات C و P منفردة، بيدَ أنها لا تعتبر تناظراً لكل التآثرات الضعيفة. في ما يلي، توضيح لذلك:
{\displaystyle |\nu _{L}\rangle \ {\xrightarrow {P}}\ |\nu _{R}\rangle \ {\xrightarrow {C}}\ |{\overline {\nu }}_{R}\rangle ,}
{\displaystyle |{\overline {\nu }}_{R}\rangle \ {\xrightarrow {P}}\ |{\overline {\nu }}_{L}\rangle \ {\xrightarrow {C}}\ |\nu _{L}\rangle ,}
في عام 1917 برهنت الرياضياتية الألمانية «ا. نوثر» أنه إذا كان لنظام ما تناظراً فإن ذلك يقتضي وجود كميّة ما منحفظة. مثلاً، إن كميّة العزم الحركي أو الزاويّ هي الكميّة المنحفظة بالنسبة للمكان الذي يحمل تناظراً دورانياً. لذا لا بد، في حال وجود التناظرCP، ان تكون الكميّة (العددية) CP منحفظة. إنّ تطبيق العملية C مرتين متتاليتين على جُسيم ما، يعيدنا إلى الجُسيم نفسه. كذلك فإن تطبيق العملية P مرتين متتاليتين يعيدنا إلى الحالة الأساسية للجُسيم. يرمز إلى هذين الإجرائين ب {\displaystyle \ C^{2}=P^{2}=1} لذا فإن التكافؤ CP يأخذ إحدى القيمتين {\displaystyle \ CP=\pm 1}. إذا تغيرت إشارة الدالّة الموجية لجُسيم ما، أو لمجموعة الجسيمات الناتجة عن إضمحلال ما، عند عكس الشحنة وأحداثيات الفضاء فإن التكافؤ الناتج يكون {\displaystyle \ CP=-1} وإذا لم تتغير الإشارة تكون {\displaystyle \ CP=+1}.
إذا ظلّت إشارة الداّلة الموجية لمجموعة الجسيمات الناتجة عن اضمحلال جُسيم ما مساوية لإشارة دالة نفس هذا الجسيم الأصلي، عندها يكون قد حُفظ التكافؤ {\displaystyle \ CP} وبقي التناظر. وبحسب مبرهنة نوثر لا يمكن لحالة فيزيائية ذات تناظر أن تتحول من قيمة {\displaystyle \ CP} معينة إلى القيمة العكسية مثلا من {\displaystyle \ CP=+1} إلى {\displaystyle \ CP=-1} وإلا فإن التناظر لا يبقى.

تحدد بالتجربة وجود نوعين من الكايونات المحايدة تبعا لفترة عمر كل منهما ({\displaystyle \ \tau })، احداهما أكبر من الأخرى ويرمز لهذين الكايونين ب
{\displaystyle \ K_{L}^{0}} و{\displaystyle K_{S}^{0}}. يتفكك {\displaystyle K_{S}^{0}} ذو العمر القصير إلى زوجين من البايونات المشحونة ويتفكك {\displaystyle K_{L}^{0}} إلى بايون محايد إضافة إلى بايونين المشحونين:
في عام 1964 أجرى الفيزيائيان «ف. فيتش» (V. Fitch) و«ج. كرونن» (J. Cronin) تجربة في مختبر بروكهافن الوطني على هذه الكايونات المحايدة ولاحظوا وجود كايونات تضمحل إلى بايونين مشحونين وذلك على مسافة بعيدة عن مركز تصادم الجسيمات حيث أُنتَجت الكايونات ما يعني أن عددا من الكايونات {\displaystyle \ K_{L}^{0}} (بنسبة %0.2) تضمحل إلى بايونين مشحونين كما الكايونات {\displaystyle \ K_{S}^{0}} التي لا يمكن ان تظهر ابعد من عدة سنتيمترات من المركز. لقد بيّنت هذه التجربة عن خرق التناظر{\displaystyle \ CP} عند اضمحلال الكايونات.

## وصلات إضافية
- صفحة جوائز نوبل على موقع مختبر بروكهافن